# Williamsyt
Williamsyt, odmiana antygorytu o znaczeniu gemmologicznym. 
Nazwa pochodzi od nazwiska kolekcjonera minerałów Lewisa White Williamsa.

## Właściwości
- Wzór chemiczny: Mg 6Si4O10(OH)8
- Układ krystalograficzny: jednoskośny
- Twardość: 3,5-5
- Gęstość: 2,61-2,64
- Rysa: biała
- Barwa: jabłkowozielona, oliwkowozielona z ciemnymi inkluzjami w postaci żyłek lub punkcików

Miejsca występowania: Włochy, Wielka Brytania, Chiny, USA – Maryland i Teksas, 

## Zastosowanie
- poszukiwany i ceniony[przez kogo?] surowiec gemmologiczny
- do wyrobi drobnej galanterii ozdobnej
- wykorzystywany w jubilerstwie do wyrobu artystycznej biżuterii
- bywa wykorzystywany jako imitacja jadeitu.